# جيما بوفيري
جيما بوفيري هو فيلم من نوع مقتبس ‏ ودراما وكوميديا أُصدر في 2014. الفيلم من إنتاج شركة أفلام غومونت، ومن توزيع موزينت ‏، وهو من إخراج آن فونتين، أما السيناريو فكان من كتابة آن فونتين وباسكال بونتزير وسيموندز بوسي. الفيلم مقتبسٌ من Gemma Bovery ‏.

## القصة
تقع أحداث الفيلم في نورماندي.

## طاقم التمثيل
- فيليب تورينس
- باسكال آربالو
- جيما آرتيرتون
- إديث سكوب
- كريستيان سينيجر
- كيسي موتيت كلاين
- Philippe Uchan  [لغات أخرى]‏
- ميل راديو
- ايلسا ستيانر
- جيسون فليمينغ
- إيزابيل كاندلر
- فابريس لوشيني
- نيلز شنايدر

## الإنتاج
موسيقى الفيلم التصويرية كانت من تأليف برونو كولايس.

## وصلات خارجية
- جيما بوفيري على موقع IMDb (الإنجليزية)
- جيما بوفيري على موقع ميتاكريتيك (الإنجليزية)
- جيما بوفيري على موقع روتن توميتوز (الإنجليزية)
- جيما بوفيري على موقع قاعدة بيانات الأفلام العربية
- جيما بوفيري على موقع ألو سيني (الفرنسية)
- جيما بوفيري على موقع أول موفي (الإنجليزية)
- جيما بوفيري على موقع بوكس أوفيس موجو (الإنجليزية)
- جيما بوفيري على موقع فيلمافينيتي (الإسبانية)
- جيما بوفيري على موقع قاعدة بيانات الأفلام السويدية (السويدية)
- جيما بوفيري على موقع قاعدة بيانات الفيلم (الإنجليزية)